# Guatteria curvipetala
Guatteria curvipetala este o specie de plante angiosperme din genul Guatteria, familia Annonaceae, descrisă de Robert Elias Fries. Conform Catalogue of Life specia Guatteria curvipetala nu are subspecii cunoscute.